# Teoria dei sistemi sociali

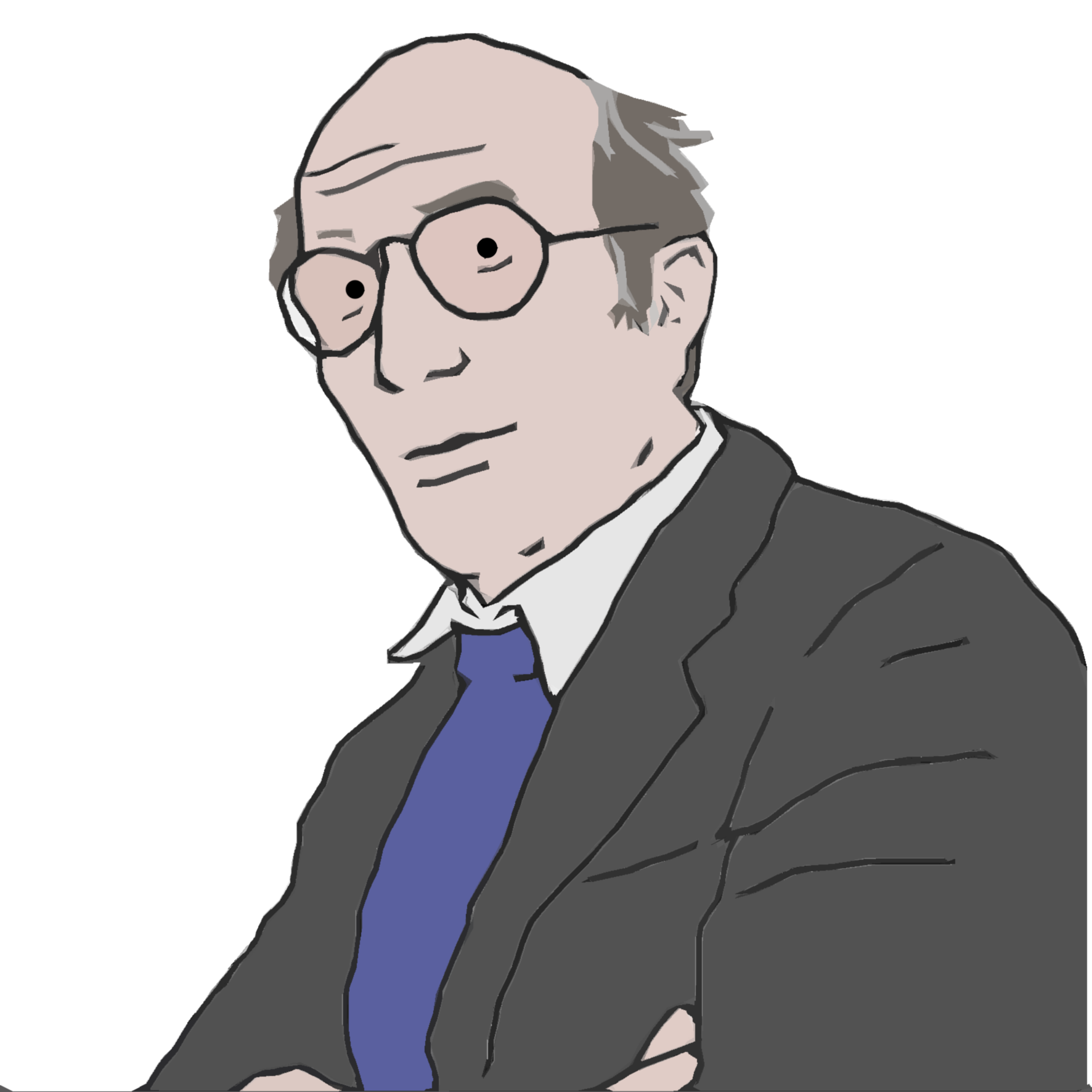
Il sociologo tedesco Niklas Luhmann, padre della teoria dei sistemi sociali.

La teoria dei sistemi sociali è una teoria sociologica formulata da Niklas Luhmann che mira alla comprensione della natura e del funzionamento della realtà sociale. Essa viene concepita come una branca della teoria generale dei sistemi.
Formulata nel 1984, lo scopo della teoria dei sistemi sociali consiste nello sviluppo di un discorso sociologico in grado analizzare qualsiasi aspetto della realtà sociale: dalla singola interazione, passando per i gruppi organizzati, fino a quella complessa società che troviamo nella nostra epoca.
Questa teoria riprende e rielabora i lavori (tra gli altri) di Ludwig von Bertalanffy, Edgar Morin, Talcott Parsons e James Grier Miller.

## Descrizione

### Le caratteristiche dei sistemi sociali
Alla base della teoria vi è il concetto di "sistema". Secondo Luhmann un sistema è un insieme di operazioni o elementi collegati fra di loro in base a criteri prestabiliti o in base a programmi dotati di una qualche autonomia. Uno degli assunti principali della teoria dei sistemi sociali è che i sistemi conservano la propria autonomia rispetto all'ambiente in cui operano.
Ovviamente esistono varie tipologie di sistemi, ognuna con la propria operazione caratterizzante:
- I sistemi biologici, o organici, sono costituiti dalla sintesi di determinate sostanze chimiche (es. proteine);
- I sistemi psichici sono costituiti dalla riproduzione dei processi cognitivi;
- I sistemi sociali sono costituiti dalla comunicazione. Possono essere singole interazioni comunicative, organizzazioni o addirittura società.

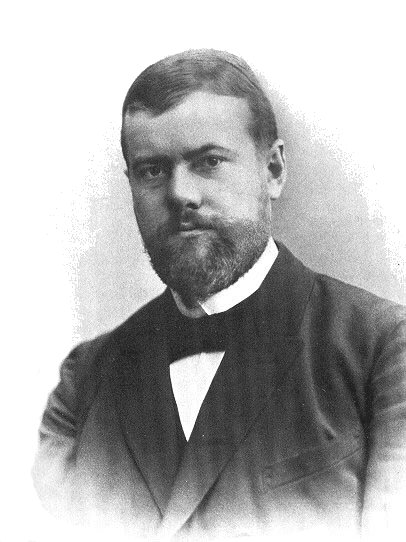
Max Weber, filosofo e sociologo tedesco, è considerato uno dei padri fondatori dello studio moderno della sociologia e della pubblica amministrazione.

### La "comunicazione" come base dei sistemi sociali
Nella teoria dei sistemi sociali la comunicazione è costituita da tre processi:
1. L'atto comunicativo, o azione (Mitteilung), da parte di un soggetto [Emissione]
2. L'osservazione, o comprensione (Verstehen), di questo atto da parte di un altro soggetto [Comprensione]
3. Un'informazione riguardante un contenuto di senso che l'atto comunicativo ha trasmesso, intenzionalmente, a chi l'ha osservato.

Max Weber, contrariamente a Luhmann, aveva sostenuto che l'azione (e non la comunicazione) è «il mattone che dà forma al sociale». Ma è facile notare come la concezione weberiana, secondo Luhmann, sia una «semplificazione» della realtà, in quanto l'azione è soltanto uno dei momenti della comunicazione. A tal proposito Luhmann afferma:
(Niklas Luhmann, L'autopoiesi dei sistemi sociali, Liguori editore, Napoli, 1986)

#### Alcuni problemi della "comunicazione"

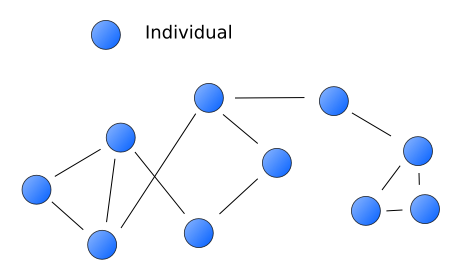
Uno schema di rete sociale.

Nella visione della teoria dei sistemi sociali i sistemi sociali sono dunque reti (o processi) di comunicazioni, intrecciate fra loro e anche, teoricamente, in conflitto. La realizzazione di tali processi va incontro, però, a due problemi importanti, presenti in tutti i sistemi sociali:
- Il primo problema consiste nell'errata interpretazione dell'atto comunicativo, o addirittura nella mancata interpretazione di tale atto. Nell'osservare quell'atto colui che dovrebbe interpretarlo potrebbe non avere le capacità per ricavare la giusta informazione che l'atto vuole comunicare.
- Il secondo problema consiste nella mancata osservazione di quell'atto da parte di chi dovrebbe riceverlo. Questo è un problema che potrebbe essere risolto dalla «compresenza fisica» del soggetto con cui stiamo comunicando. Recentemente la società ha conosciuto l'invenzione di numerosi dispositivi in grado di garantire l'arrivo della comunicazione anche a soggetti molto lontani (per esempio i servizi di rete sociale, la televisione, il telefono etc.).

### Il concetto di "ambiente"
Secondo Luhmann tutti i sistemi sociali si situano in un «ambiente» (Umwelt): esso è tutto ciò che non fa parte del sistema.
Di questo ambiente fanno parte l'ambiente naturale, ma anche l'uomo, dal momento che il suo sistema psichico e il suo organismo sono entità autonome e differenziate dai sistemi sociali.
Rispetto all'ambiente esterno i sistemi sociali hanno ottenuto una loro autonomia (Ausdifferenzierung, «differenziazione esterna») e, contemporaneamente, sono riusciti a differenziarsi anche al loro interno (Differenzierung, «differenziazione interna»).

#### La differenziazione interna
Storicamente si sono avvicendate quattro forme di differenziazione interna (ai sistemi sociali):
- La differenziazione segmentaria, tipica delle società preistoriche, consiste nel fatto che la società sia divisa in tante tribù o in tanti villaggi che però hanno struttura simile, se messe in rapporto tra loro.
- La differenziazione centro/periferia, tipica dei grandi imperi (es. impero romano), consiste nella diversificazione tra due parti della società: una zona dell'impero più importante politicamente ed economicamente, detta «centro», ed un'altra zona, detta «periferia», che è di rango inferiore ed è controllata dal «centro».
- La differenziazione stratificata, tipica del Medioevo e della prima modernità, consiste nella divisione della società in classi organizzate gerarchicamente tra loro.
- La differenziazione funzionale, che costituisce ancora oggi la struttura portante della società contemporanea, consiste nella diversificazione degli elementi della società in base alla funzione che hanno o al compito che devono svolgere.